# 天文学家

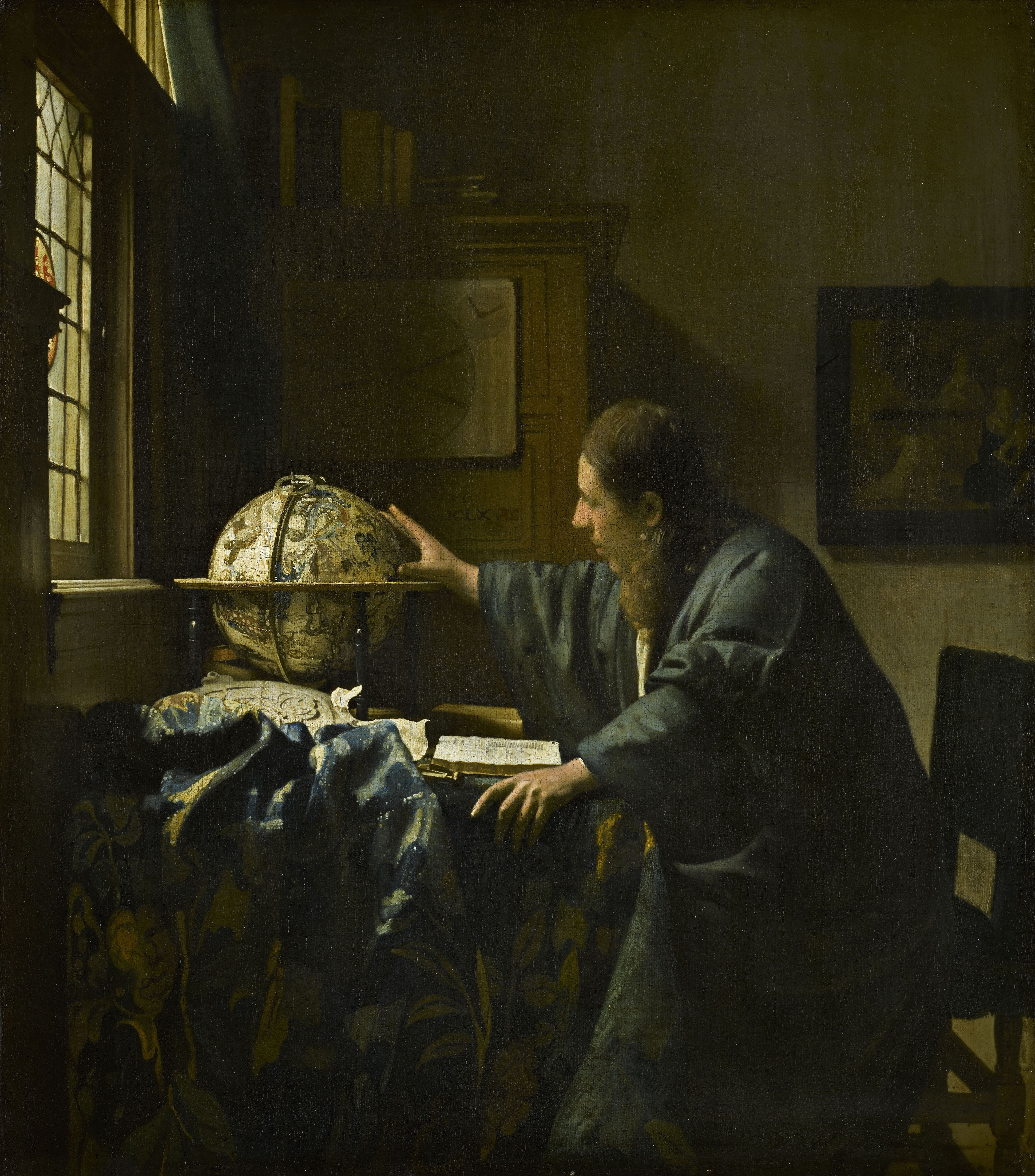
《天文學家》，弗美爾繪

天文学家是指研究天文学、宇宙学、天体物理学等相关学科的人士。因为有些哲学家、物理学家、数学家对天文理论有着不可忽视的影响，所以下面的列表中也包括这些人。

## 现代天文学的研究范围
當代的天文学是以觀測為主之研究學科，部分以望远镜與各種鏡後特殊接收裝置為接收星光各波長光波並加以處理，探視各種性質與變化以研究天體，結合物理學角度研究各天體以至宇宙的演化。

## 著名天文学家（按出生年排列）

### 畢達哥拉斯 Pythagoras
- 毕达哥拉斯，前570年至前495年
  - 天文學家、哲学家、数学家、音乐理论家
  - 天文：大地是球形的、自转的天体，并围绕这一个中心火球（没说是太阳）旋转。抛弃地心说。
  - 三角：毕达哥拉斯定理或称勾股定理

### 苏格拉底 Socrates
- 苏格拉底，前469年至前399年
  - 古希腊哲学家
  - 辩证法
  - 被列为希腊三贤之一。
  - 柏拉图的老师。

### 柏拉图 Plato
- 柏拉图，前427年至前347年
  - 古希腊哲学家
  - 天文：宇宙源自超自然造物主，宇宙最初为一片混沌。
  - 天文：行星沿着圆形轨道围绕地球公转，而地球静止不动。地心说。
  - 被列为希腊三贤之一。
  - 苏格拉底的徒弟，亚里士多德的老师。

### 歐多克索斯 Eudoxus
- 尤得塞斯，前408年至前355年
  - 古希腊天文学家、数学家、医学家
  - 天文：用数学模型解释天文理念。天体沿着三十三个固定的球体围绕地球旋转。
  - 柏拉图的徒弟。

### 亚里士多德 Aristotle
- 亚里士多德，前384年至前322年
  - 古希腊哲学家、科学家、教育家
  - 天文：运行的天体是物质实体。天体沿着五十五个球体旋转。
  - 物理：各物体只有在一个不断作用着的推动者直接接触下，才能够保持运动。
  - 被列为希腊三贤之一。
  - 苏格拉底的徒孙，柏拉图的徒弟。

### 阿里斯塔克斯 Aristarchus
- 阿里斯塔克斯，前310年至前230年
  - 古希腊天文学家、数学家
  - 天文：日心说，地球和其他行星自转并围绕太阳公转。

### 托勒密 Ptolemy
- 托勒密克劳狄乌斯·托勒密，90年至168年
  - 古希腊天文学家、地理学家、光学家
  - 天文：地心说，perfected epicycle theory。

### 哥白尼 Copernicus
- 尼古拉·哥白尼，1473年至1543年
  - 波兰天文学家，现代天文学创始人
  - 天文：日心说

### 第谷 Tycho Brahe
- 第谷·布拉赫，1546年至1601年
  - 丹麦贵族，天文学家、占星术士、炼金术士
  - 天文：精确的天文观测记录。
  - 天文：他的助手开普勒尝试让他接受日心说，但不成功。
  - 历法：清朝时宪历的主要依据就是第谷的天文观测结果。

### 开普勒 Kepler
- 约翰内斯·开普勒，1571年至1630年
  - 德国天文学家、数学家
  - 天文：提出开普勒定律

### 伽利略 Galileo
- 伽利略·伽利莱，1564年至1642年
  - 意大利比萨城人。物理学家、天文学家，近代实验科学的奠基者之一。
  - 天文：他最早使用望远镜观测天体来支持哥白尼的日心说
  - 天文：发现木星的卫星，sunspots，phases of Venus

### 牛顿 Newton
- 艾萨克·牛顿，1643年至1727年
  - 英国数学家、科学家、哲学家、炼金术热衷者
  - 经典力学：万有引力定律、牛顿运动定律
  - 发明：制作了世界第一架反射望远镜

### 赫歇尔 Herschel
- 弗里德里希·威廉·赫歇尔，1738年至1822年
  - 英国天文学家、音乐家
  - 天文：观测星云；发现天王星

### 其他
- 愛德蒙·哈雷
- 阿尔伯特·爱因斯坦
- 亞歷山大·弗里德曼
- 乔治·勒梅特
- 愛德文·哈勃
- 威廉·德西特
- 卡爾·薩根
- 史蒂芬·霍金
- 德谟克利特
- 巴门尼德
- 张衡
- 一行
- 祖冲之
- 汤若望